# ستيف مونتجومري
ستيف مونتجومري (بالإنجليزية: Steve Montgomery)‏ هو لاعب كرة قاعدة أمريكي، ولد في 25 ديسمبر 1970 في ويستمينستير في الولايات المتحدة.

## وصلات خارجية
- ستيف مونتجومري على موقع دوري كرة القاعدة الرئيسي (الإنجليزية)
- ستيف مونتجومري على موقعبيزبول رفرنس.كوم (الدوري الرئيسي) (الإنجليزية)
- ستيف مونتجومري على موقعبيزبول رفرنس.كوم (الدوري الثانوي) (الإنجليزية)
- ستيف مونتجومري على موقع إي إس بي إن.كوم (أم.أل.بي) (الإنجليزية)
- ستيف مونتجومري على موقع مشجعي الرسوم البيانية (الإنجليزية)